# Rick Boesewinkel
Rick Boesewinkel (Helmond, 4 oktober 1931 - Helmond, 4 februari 1993) was een Nederlands textielkunstenares.
Tot 1974 was zij kleuterleidster, maar al in de jaren vijftig kwam ze in aanraking met diverse kunstvormen via de cursussen 'Vrije Expressie' van Jan van Gemert en Willi Martinali. Ze volgde opleidingen aan de Akademie voor Industriële Vormgeving Eindhoven, de Academie voor Beeldende Kunsten Artibus in Utrecht en Textielinstituut Henri Story in Gent. Haar werk omvat gobelins, vrije weefsels, applicaties en borduursels, batik, papierbatik, zeefdrukken en linosneden (als ontwerp voor met name gobelins), kleding en ruimtelijke textiele vormen. 